# Abrochia
Abrochia este un gen de lepidoptere din familia Arctiidae.

## Specii[1]
- Abrochia aequalis
- Abrochia analis
- Abrochia atridorsata
- Abrochia augusta
- Abrochia aurantivena
- Abrochia caurensis
- Abrochia consobrina
- Abrochia cosmosomoides
- Abrochia discoplaga
- Abrochia dycladioides
- Abrochia eumenoides
- Abrochia faveria
- Abrochia fulvisphex
- Abrochia humilis
- Abrochia igniceps
- Abrochia julumito
- Abrochia leovazquezae
- Abrochia mellina
- Abrochia mellita
- Abrochia moza
- Abrochia munda
- Abrochia nivaca
- Abrochia obsoleta
- Abrochia pelopia
- Abrochia postica
- Abrochia pseudopolybia
- Abrochia sanguiceps
- Abrochia sanguitarsia
- Abrochia singularis
- Abrochia sodalis
- Abrochia spitzi
- Abrochia tetrazona
- Abrochia variegata
- Abrochia zethus